# Mobile (Volk)

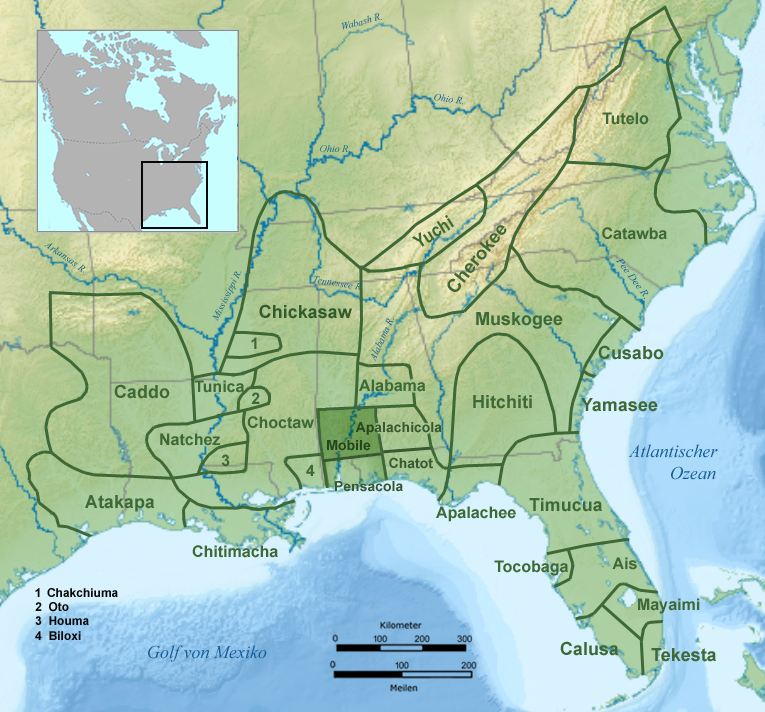
Stammesgebiet der Mobile im 15. Jahrhundert

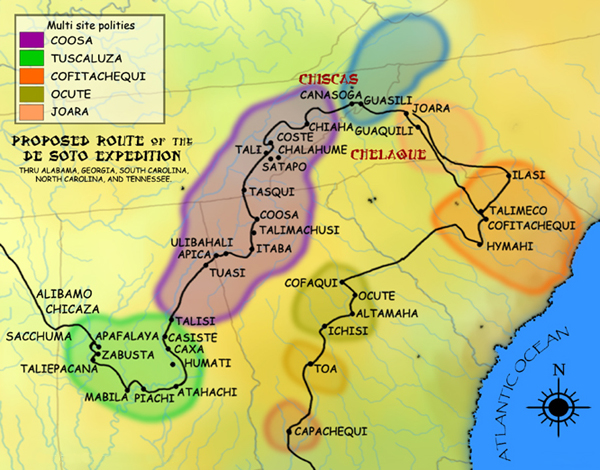
Die Karte zeigt Mabila unten links in dem grünen Feld auf Hernando de Sotos Expedition im Jahr 1540 durch Georgia, South Carolina, North Carolina, Tennessee, Alabama, Mississippi bis nach Arkansas.

Die Mobile, auch Mobila oder Mauvilla, waren ein nordamerikanisches Indianervolk, das zu Beginn des europäischen Kontakts im südwestlichen heutigen US-Bundesstaat Alabama in der befestigten Stadt Mauvilla am Alabama River südwestlich der heutigen Stadt Selma lebte. Sie sprachen einen Dialekt aus den Muskogee-Sprachen. Die Mobile gehörten im 15. Jahrhundert zu mehreren Häuptlingstümern, die sich später mit dem Stamm der Choctaw vereinigten. Historiker vermuten, dass das Wort „Mobile“ von „moeli“ für „Paddler“ aus einer Sprache der Choctaw abgeleitet wurde.

## Häuptlingstum Tuscaloosa
Der US-amerikanische Ethnologe Robert L. Carneiro definierte 1981 das Häuptlingstum als eine autonome politische Einheit. Sie bestand aus einer Anzahl von Dörfern oder Städten und befand sich unter der Kontrolle eines obersten Häuptlings, nach dessen Namen sie benannt wurde. Das Häuptlingstum Tuscaloosa erstreckte sich entlang des Coosa und Alabama Rivers und bestand aus mehreren tributpflichtigen Orten, darunter auch Mauvilla, die jeweils von eigenen Häuptlingen geführt wurden. Sie schuldeten dem Oberhäuptling in dessen Residenzstadt Atahachi Gehorsam. Die Spanier nannten das Häuptlingstum nach dem zur damaligen Zeit herrschenden Oberhäuptling Tuscaloosa.
Aus spanischen Aufzeichnungen geht hervor, dass das Umland sehr fruchtbar und volkreich war. Die Stadt selbst lag auf einer rund fünf Meter hohen ebenen Fläche, die von Palisaden umgeben war. Diese bestanden aus in den Boden getriebenen Baumstämmen, die sich berührten. An der Außen- und Innenseite waren sie mit gekreuzten Balken und dicken Seilen verstärkt. Die gesamte Konstruktion war mit Lehm verschmiert und alle Öffnungen abgedichtet, so dass sie wie eine feste Mauer aussah. Im Abstand von fünfzig Schritten gab es Türme in der Mauer, auf denen sieben oder acht Krieger Platz fanden. Im unteren Bereich der Palisaden befanden sich in Mannshöhe Schießscharten für die Bogenschützen. Die gesamte Anlage hatte nur zwei Tore, eins jeweils nach Westen und Osten, und in der Mitte gab es einen großen rechteckigen Platz, der von großen Häusern umgeben war.

## Geschichte
Hernando de Soto traf 1540 auf seiner Expedition durch die heutigen Südstaaten der USA auch auf die Mobile und ihren Häuptling Tuscaloosa. Die Expedition zog die östlichen Appalachen entlang nach Norden bzw. nach Südwesten und hinterließ dabei eine Spur der Verwüstung. Mit einigen Stämmen tauschten die Spanier Lebensmittel gegen einige Exemplare aus ihrer mitgeführten Schweineherde, zumeist nahmen sie den Proviant jedoch mit Gewalt und ohne Gegenleistung. Sie durchquerten die heutigen US-Staaten Georgia, South Carolina und North Carolina. Auf diesen weitgehend ziellosen Märschen wurden sie durch die falsche Verheißung von riesigen Goldvorräten weiter nach Westen getrieben. Im nördlichen Alabama trafen sie auf die Stadt Mauvilla, (auch Mobila oder Mavila). Die Indianer unter der Führung von Tuscaloosa lockten die Spanier auf den Hauptplatz der stark befestigten Stadt in einen Hinterhalt, es kam zur Schlacht von Mauvilla. Doch die Kampfkraft und die Waffen der Spanier waren denen der indianischen Krieger weit überlegen. Gegen die eisernen Rüstungen erwiesen sich die Pfeile der Indianer als wirkungslos. Die Europäer kämpften sich ihren Weg frei und attackierten danach fortgesetzt die Bewohner der Stadt. In einem neunstündigen Gemetzel wurden fast sämtliche Krieger der Mobile, die Zahlen schwanken zwischen 2.500 und 3.000, im Kampf getötet oder starben infolge spanischer Hinrichtungen und Suizid. Mauvilla wurde schließlich niedergebrannt und völlig zerstört. Die Spanier siegten am Ende, hatten lediglich 18 Mann, den größten Teil ihrer Ausrüstung und 12 Pferde verloren. Nach dem Gefecht von Mauvilla nahm der Respekt der Ureinwohner vor den Fremden merklich ab und die Spanier wurden immer öfter Opfer von Angriffen und Guerillaaktionen. Obwohl de Sotos Männer zu diesem Zeitpunkt den Mut verloren hatten und an die Küste wollten, um dort die erwarteten Schiffe aus Kuba zu treffen, hatte de Soto weiterhin den Drang nach Entdeckungen und Expedition zog weiter nach Chicaza im heutigen Bundesstaat Mississippi.
Die überlebenden Mobile sind vermutlich Ende des 17. Jahrhunderts weiter nach Süden an die Mobile Bay gezogen. Als die Franzosen um 1700 planten, hier eine Kolonie zu gründen, trafen sie auf Angehörige dieses Stammes. Diese ersuchten die französischen Kolonisten um Schutz vor ihren Feinden und erhielten um 1708 die Erlaubnis, in der Nähe von Fort Louis gemeinsam mit den Tohome zu siedeln. Im gleichen Jahr zog eine große Gruppe feindlicher Krieger, Stammesangehörige der Alabama, Cherokee, Abihka und Catawba, den Mobile River hinab, um die Franzosen und ihre alliierten Stämme anzugreifen. Aus unerfindlichen Gründen beschränkten sie sich darauf, nur einige Häuser der Mobile zu zerstören. Die Mobile unterhielten schon von Beginn an freundliche Beziehungen zu den Franzosen und schienen mehrheitlich zum Christentum konvertiert zu sein. Zu dieser Zeit zählten die Mobile und Tohome zusammen etwa 350 Familien. In der lokalen Kirche gibt es bis 1761 Aufzeichnungen über registrierte Stammesangehörige, danach werden sie als Stamm nicht mehr erwähnt und gelten als ausgestorben.

## Sprache
Die sogenannte Mobile-Handelssprache war ein vereinfachter Choctaw-Dialekt und diente zur intertribalen Kommunikation zwischen den Stämmen von Florida bis Louisiana und sogar nach Norden bis zum Zusammenfluss von Mississippi und Ohio River.